# Coenagriocnemis insularis
Coenagriocnemis insularis é uma espécie de libelinha da família Coenagrionidae.
É endémica de Maurícia.
Os seus habitats naturais são: florestas subtropicais ou tropicais húmidas de baixa altitude e rios.
Está ameaçada por perda de habitat.